# 马萨纳萨
马萨纳萨，是西班牙巴伦西亚自治区巴伦西亚省的一个市镇。总面积6平方公里，总人口7370人（2001年），人口密度1228人/平方公里。